# Abraj al-Bayt
Abraj al-Bayt (arabiska: أبراج البيت, "Husets torn", plural) är ett byggnadskomplex i staden Mecka i Saudiarabien, även kallat Abraj al-Bayt-tornen. Det ligger intill  den heliga moskén Masjid al-Haram med helgedomen Kaba efter vilken det fått sitt namn. Arkitektfirma för projektet var Dar Al-Handasah och byggnationen pågick 2004–2012.
Klocktornet, eller urtornet, är 601 meter högt och har 120 våningar. Tornet blev 2011 världens då näst högsta byggnad. Klockdelen, med en urtavla på 43 x 43 meter, konstruerades av den tyske arkitekten Mahmoud Bodo Rasch, vid SL Rasch GmbH.
Komplexet innehåller världens högsta hotell, världens högsta klocktorn, konferenscenter för 1 500 personer, en bönehall för 3 800 deltagare, ett 4-vånings varuhus, bostadsutrymmen på 302 000 m² och 864 lägenheter, parkeringsutrymmen och ett 5-stjärnigt hotell på 60 våningar och 2 000 rum.